# Eben-Haëzerkerk (Ridderkerk)
De Eben-Haezerkerk is een kerkgebouw van de Gereformeerde Gemeenten in de Nederlandse plaats Ridderkerk, provincie Zuid-Holland.

## Geschiedenis
In 1953 werd de gemeente gesticht.
In 1971 bouwde men de kerk en kreeg een grootte van 600 zitplaatsen.